# Райков, Валентин Фёдорович
Валентин Фёдорович Райков (21 сентября 1935 — 23 января 2024) — советский лыжник, мастер спорта СССР, заслуженный тренер РСФСР по лёгкой атлетике.

## Биография
Учился в институте им. Лесгафта, где стал чемпионом Ленинграда среди студентов. Также участвовал в чемпионатах СССР.
Не став спортсменом из-за астмы, перешёл на тренерскую работу. 
С 1965 года работал в Тольятти на ВЦМ тренером по лыжам и лёгкой атлетике. С 1972 года занял пост председателя горсовета добровольного спортивного общества (ДСО) «Труд».
С 1976 года — тренер по лёгкой атлетике в СК «ВАЗ». Тренировал чемпиона и рекордсмена СССР, участника Олимпиады-80 Владимира Малоземлина.
Был одним из тренеров сборной СССР по лёгкой атлетике, которая 12 августа 1978 года установила рекорд мира в эстафете 4 × 800 м (Виктор Подоляко, Николай Киров, Владимир Малоземлин, Анатолий Решетняк), прибежав к финишу за 7:08:01.

## Звания и награды
- Мастер спорта СССР[1].
- Заслуженный тренер РСФСР.